# Zatvorenik (strip)
Zatvorenik je strip epizoda Dilana Doga objavljena u Srbiji u svesci #207. u izdanju Veselog četvrtka. Na kioscima se pojavila 21. decembra 2023. Koštala je 350 dinara (2,9 €; 3,3 $). Imala je 94 strane.

## Originalna epizoda
Originalna epizoda pod nazivom Il detenuto objavljena je premijerno u #416. regularne edicije Dilana Doga u Italiji u izdanju Bonelija. Izašla je 30.4.2021. Koštala je 4,9 €. Scenario je napisao Mario Uceo, a nacrtao Arturo Laurija. Naslovnu stranu nacrtao Điđi Kavenago.

## Prethodna i naredna sveska
Prethodna sveska regularne edicije nosila je naslov Pod maskom (DD206), a naredna Sudnji čas (DD208).